# Speciální teorie relativity
Speciální teorie relativity (STR) je fyzikální teorie publikovaná roku 1905 Albertem Einsteinem pod názvem O elektrodynamice pohybujících se těles, která nahrazuje Galileiho princip relativity zohledněním důsledků plynoucích z novějších poznatků o šíření světla. Teorie nese označení „speciální“, protože se týká, stejně jako Galileiho relativita, inerciálních vztažných soustav (IVS) – tedy celků, které mají nulové zrychlení, protože jsou v klidu nebo se pohybují rovnoměrně a přímočaře. Einstein teorii relativity v roce 1915 rozšířil zohledněním gravitace jako ekvivalentu zrychlení na obecnou teorii relativity.
Platnost zákonů klasické mechaniky založené na Newtonových zákonech po dvou stoletích zpochybňovala některá pozorování a otázky nového oboru elektromagnetismu založeného na Maxwellových rovnicích (1865). Einstein odmítl teorii éteru, kterým se mělo šířit světlo – viditelné elektromagnetické záření, a z jeho konstantní rychlosti v každé IVS dovodil, že neexistuje absolutní pohyb, ale jen pohyb relativní jedné IVS vůči druhé. Z principu relativity však vyplývá i relativita prostoru a času – čtyřrozměrného časoprostoru, protože s rostoucí rychlostí se relativně zkracují délky a zpomaluje čas.
Význam speciální teorie relativity daleko přesáhl obor fyziky, protože popírala dosavadní představy o světě, kde se všechny děje odehrávají v jediném absolutním prostoru a čase.

## Motivace pro speciální teorii relativity
Princip relativity zavedl už Galileo. Překonal starý absolutní pohled Aristotela a zastával názor, že pohybuje-li se vztažná soustava vzhledem k jiné rovnoměrným přímočarým pohybem, je s ní rovnocenná (pohyb je vzájemný – relativní) a neexistuje tedy žádná absolutní vztažná soustava, kterou jedinou by měly být všechny věci poměřovány. Zavedl také sadu transformací nazývaných Galileovy transformace, které se používají dodnes, a stanovil 5 pohybových zákonů. Když Newton konstruoval svou mechaniku, převzal Galileiho princip relativity a zredukoval počet základních pohybových zákonů na 3.
Ačkoliv se zdálo, že Newtonova klasická mechanika funguje pro všechny jevy včetně pevných těles, světlo bylo stále problematické. Newton věřil, že světlo má částicovou povahu, později však fyzikové zjistili, že model světla jako příčného vlnění vysvětluje jeho vlastnosti mnohem lépe. Mechanické vlnění se šíří v médiu, a totéž bylo předpokládáno pro světlo. Toto hypotetické médium bylo nazváno „světlonosný ether“. Měl mít některé vzájemně neslučitelné vlastnosti, jako například být extrémně tuhý s ohledem na vysokou rychlost světla, na druhé straně téměř nehmotný, aby nezpomaloval Zemi při jejím pohybu vpřed. Představa etheru vzkřísila myšlenku absolutní vztažné soustavy, kterou by byla ta, co je vzhledem k etheru v klidu.
Na počátku 19. století začaly být světlo, elektřina a magnetismus považovány za různé aspekty elektromagnetického pole. Maxwellovy rovnice ukazovaly, že elektromagnetické záření vysílané urychlovaným elektrickým nábojem se vždy šíří rychlostí světla. Dále ukazovaly, že rychlost záření se nemění v závislosti na rychlosti zdroje. Tyto vlastnosti jsou analogické klasickému mechanickému vlnění. Naproti tomu by se měla, v závislosti na rychlosti pozorovatele, měnit rychlost záření. Fyzikové se pokusili využít této myšlenky ke změření rychlosti Země vzhledem k etheru. Nejznámější z těchto pokusů byl Michelsonův-Morleyův experiment. Z neúspěchu řady těchto experimentů vyplynulo, že rychlost světla nezávisí na rychlosti pozorovatele a jelikož nezávisí ani na rychlosti zdroje, musí být neměnná pro všechny pozorovatele.
Ještě před teorií relativity si Hendrik Lorentz a jiní povšimli, že elektromagnetické síly se liší v závislosti na umístění pozorovatele. Například jeden pozorovatel nemusel pozorovat žádné magnetické pole v určité oblasti, zatímco jiný pohybující se vzhledem k prvnímu ano. Lorentz navrhl teorii etheru, ve které objekty a pozorovatelé pohybující se vzhledem k nehybnému etheru podléhají fyzickému zkracování (Lorentzově-Fitzgeraldově kontrakci) a změně rychlosti plynutí času (dilatace času). Zdálo se, že jeho teorie umožňuje sladit teorii elektromagnetického pole a klasickou Newtonovu fyziku prostým nahrazením Galileiho transformace. Při práci s rychlostmi mnohem menšími než rychlost světla bylo možno efekty Lorentzovy transformace zanedbat a výsledné zákony zjednodušit do Galileiho transformace. Teorie, známá jako Lorenzova teorie etheru byla kritizována, i Lorentzem samotným, pro její ad hoc podstatu.
Zatímco Lorentz navrhl rovnice Lorentzovy transformace, Einsteinovým přínosem bylo vysvětlení a odvození těchto rovnic z principiální teorie, která nepožaduje přítomnost etheru. Einstein chtěl zjistit, co je neměnné (invariantní) pro všechny pozorovatele. Ve speciální teorii relativity se zdánlivě složité Lorentzovy-Fitzgeraldovy transformace čistě odvozují z jednoduché geometrie a Pythagorovy věty. Původní název teorie byl (z němčiny) „Teorie invariantů“. Byl to Max Planck, kdo doporučil, že termín „relativita“ lépe zdůrazňuje představu transformace zákonů fyziky mezi pozorovateli vzájemně pohybujícími se jeden vzhledem k druhému.
Speciální teorie relativity se obvykle zabývá chováním objektů a pozorovatelů, kteří zůstávají v klidu nebo se pohybují konstantní rychlostí. V tomto případě říkáme, že pozorovatel je v inerciální vztažné soustavě. Umístění a časy událostí zaznamenané pozorovateli v různých inerciálních vztažných soustavách lze porovnat pomocí rovnic Lorentzovy transformace. O STR se často tvrdí, že ji nelze použít pro objekty a pozorovatele, jejichž pohyb není rovnoměrný, ale například zrychlují. To ale není pravda, viz například problém paradoxu dvojčat. STR správně předpovídá chování zrychlovaných těles v přítomnosti konstantního nebo nulového gravitačního pole nebo těch v rotující vztažné soustavě. Pouze není schopna přesně popsat takový pohyb tělesa v gravitačních polích, při kterém se těleso dostává do míst s různým gravitačním potenciálem.

## Postuláty speciální teorie relativity
1. První postulát (princip relativity)
Pozorování fyzikálního jevu více než jedním pozorovatelem v inerciální vztažné soustavě musí u všech pozorovatelů jednotně odpovídat povaze přírody. Jinak řečeno – povaha vesmíru se nesmí změnit, přejde-li pozorovatel do jiné inerciální vztažné soustavy.
Jiné vyjádření: Žádným pokusem nelze zjistit, zda se těleso pohybuje rovnoměrným přímočarým pohybem nebo je v klidu.
Matematické vyjádření libovolné fyzikální teorie by mělo být pro každého pozorovatele v inerciální vztažné soustavě stejné.
Zkráceně: Ve všech inerciálních vztažných soustavách probíhají fyzikální děje stejně (platí pro ně stejné fyzikální zákony).
2. Druhý postulát (neměnnost c)
Rychlost světla ve vakuu, obvykle značená c, je stejná pro všechny pozorovatele v inerciálních vztažných soustavách, stejná ve všech směrech, a nezávisí na rychlosti objektu vyzařujícího světlo.
Zkráceně: Rychlost světla ve vakuu je ve všech inerciálních vztažných soustavách stejná.

## Matematická formulace postulátů
V důsledně matematické formulaci speciální teorie relativity se předpokládá, že vesmír existuje ve čtyřrozměrném prostoročasu M. Jednotlivé body v prostoročasu jsou událostmi; fyzikální objekty v prostoročasu popíšeme jako světočáry (uvažujeme-li objekt jako bodový). Světočáry popisují pouze pohyb objektu; objekt může mít také jiné fyzikální charakteristiky jako energie, hybnost, hmotnost, elektrický náboj, atd.
Kromě událostí a fyzikálních objektů mějme navíc třídu inerciálních pozorovatelů (kterým může a nemusí odpovídat některý z fyzikálních objektů). Každý inerciální pozorovatel je spojen s inerciální vztažnou soustavou. Tato vztažná soustava poskytuje souřadnicový systém se souřadnicemi {\displaystyle (x_{1},x_{2},x_{3},t)} pro události v prostoročasu M. Navíc tato vztažná soustava poskytuje souřadnice pro všechny ostatní charakteristiky objektu v prostoročasu, například poskytuje souřadnice {\displaystyle (p_{1},p_{2},p_{3},E)} pro hybnost a energii objektu, souřadnice {\displaystyle (E_{1},E_{2},E_{3},B_{1},B_{2},B_{3})} pro elektromagnetické pole, ap.
Předpokládejme, že pro jakékoliv dva inerciální pozorovatele zde existuje transformace souřadnic, která převádí souřadnice ze vztažné soustavy jednoho pozorovatele do vztažné soustavy druhého pozorovatele. Tato transformace nestanovuje pouze převod prostoročasových souřadnic {\displaystyle (x_{1},x_{2},x_{3},t)}, ale zajišťuje také převod ostatních fyzikálních souřadnic, tedy např. pravidla převodu pro hybnost a energii {\displaystyle (p_{1},p_{2},p_{3},E)}, atd. (V praxi lze s těmito převodními pravidly efektivně pracovat pomocí matematiky tenzorů.)
Dále předpokládejme, že vesmír se řídí množstvím fyzikálních zákonů. Matematicky lze každý fyzikální zákon vyjádřit vzhledem k souřadnicím některé inerciální vztažné soustavy rovnicí (například diferenciální rovnicí), která se týká různých souřadnic různých objektů v prostoročasu. Typickými příklady jsou Maxwellovy rovnice nebo Newtonovy pohybové zákony.
1. První postulát (Princip relativity)
Žádný fyzikální zákon se nemění transformací souřadnic z jedné inerciální vztažné soustavy do druhé. Tedy pokud objekt v prostoročasu splňuje matematické rovnice popisující fyzikální zákon v jedné inerciální vztažné soustavě, musí být nezbytně splněny tytéž rovnice při použití v libovolné jiné inerciální vztažné soustavě.
2. Druhý postulát (neměnnost c)
Prostoročas dle STR nahrazuje 2 odlišné pojmy prostor a čas. Předchozí teorie vycházejí z představy ploché euklidovské geometrie, ve které mimo jiné platí klasická Pythagorova věta {\displaystyle a^{2}+b^{2}=c^{2}} Minkowského metrika používaná Einsteinem je hyperbolickou geometrií (platí {\displaystyle a^{2}-b^{2}=c^{2}}). To vede k zajímavým důsledkům. Einstein hledal veličiny, které na rozdíl od délky a času podléhajícím Lorentzovým transformacím, budou invariantní pozorovateli. Existuje základní konstanta {\displaystyle 0<c<\infty } s následující vlastností. 
Pokud A, B jsou dvě události mající souřadnice {\displaystyle (x_{1},x_{2},x_{3},t)} a {\displaystyle (y_{1},y_{2},y_{3},s)} v inerciální vztažné soustavě {\displaystyle F}, a mající souřadnice {\displaystyle (x'_{1},x'_{2},x'_{3},t')} a {\displaystyle (y'_{1},y'_{2},y'_{3},s')} v jiné inerciální vztažné soustavě {\displaystyle F'}, pak
{\displaystyle {\sqrt {(x_{1}-y_{1})^{2}+(x_{2}-y_{2})^{2}+(x_{3}-y_{3})^{2}}}=c(s-t)} tehdy a jen tehdy, když {\displaystyle {\sqrt {(x'_{1}-y'_{1})^{2}+(x'_{2}-y'_{2})^{2}+(x'_{3}-y'_{3})^{2}}}=c(s'-t')}.
Rychlost pohybu c je rychlost pohybu všech těles prostoročasem. Pro dráhu v prostoročase platí že {\displaystyle s^{2}=(ct)^{2}+(vt)^{2}}. Pro tělesa, která se nepohybují (prostorem) je {\displaystyle v=0} a druhý člen vypadává. {\displaystyle s^{2}=(ct)^{2}} Rychlost pohybu časem je c. 
Pro objekt pohybující se vůči pozorovateli rychlostí v platí {\displaystyle s^{2}=(ct)^{2}=(ct')^{2}-(vt')^{2}}, kde t´ je zpomalený čas z pohledu druhého pozorovatele. Dostáváme vztah pro {\displaystyle t={\frac {t'}{\surd (1-{\frac {v^{2}}{c^{2}}})}}}
Objekty, které se pohybují onou rychlostí c se pohybují pouze prostorem a nikoli časem.
Neformálně řečeno – druhý postulát stanovuje, že objekty pohybující se rychlostí světla c v jedné vztažné soustavě se budou nezbytně nutně pohybovat rychlostí světla c ve všech vztažných soustavách. Lze nahlédnout, že druhý postulát lze matematicky odvodit z prvního postulátu a Maxwellových rovnic, přičemž zároveň dostaneme vyjádření c jako {\displaystyle c=1/{\sqrt {\mu _{0}\varepsilon _{0}}}}. Protože se Maxwellovými rovnicemi řídí šíření elektromagnetického záření, jakým je například světlo, označujeme běžně c jako rychlost světla. Nicméně povšimněme si, že formulace druhého postulátu, jak je dána výše, nevyžaduje existenci elektromagnetického záření ani Maxwellových rovnic.
Z druhého postulátu lze vyvodit jeho silnější verzi, a to že prostoročasový interval je invariantní při změnách inerciální vztažné soustavy. V předchozí notaci to znamená, že
{\displaystyle c^{2}(s-t)^{2}-(x_{1}-y_{1})^{2}-(x_{2}-y_{2})^{2}-(x_{3}-y_{3})^{2}=c^{2}(s'-t')^{2}-(x'_{1}-y'_{1})^{2}-(x'_{2}-y'_{2})^{2}-(x'_{3}-y'_{3})^{2}}
pro jakékoliv dvě události A, B. Tento vztah lze využít k odvození transformačních zákonů mezi vztažnými soustavami, viz Lorentzovy transformace.
Postuláty speciální teorie relativity lze vyjádřit velmi úsporně užitím matematického jazyka pseudo-Riemanových variet. Druhý postulát je pak tvrzením, že čtyř-dimenzionální prostoročas M je pseudo-Riemanovou varietou vybavenou Lorentzovou metrikou g signatury {\displaystyle (3,1)}, která je dána rovinnou Minkowského metrikou v každé inerciální vztažné soustavě.
Na tuto metriku je nahlíženo jako na jednu z fyzikálních veličin teorie, jelikož se jistým způsobem mění, kdykoliv změníme vztažnou soustavu, a lze ji tedy legitimně využít k popisu fyzikálních zákonů. První postulát tvrdí, že zákony fyziky jsou invariantní, pokud jsou reprezentovány ve vztažné soustavě, pro kterou g je dáno Minkowského metrikou. Výhodou této formulace je snadné porovnání speciální teorie relativity s obecnou teorií relativity, která obsahuje tytéž dva postuláty, ale je vynechán požadavek na to, aby metrika byla Minkowského metrikou.
Galileiho princip relativity je limitním případem speciální teorie relativity, v nerelativistické limitě {\displaystyle c\to \infty }. V tomto případě zůstává první postulát nezměněn, ale druhý postulát se změní následovně:
Jestliže A, B jsou dvě události mající souřadnice {\displaystyle (x_{1},x_{2},x_{3},t)} a {\displaystyle (y_{1},y_{2},y_{3},s)} v jedné inerciální vztažné soustavě {\displaystyle F}, a souřadnice {\displaystyle (x'_{1},x'_{2},x'_{3},t')} a {\displaystyle (y'_{1},y'_{2},y'_{3},s')} v jiné inerciální vztažné soustavě {\displaystyle F'}, pak {\displaystyle s-t=s'-t'}. Navíc, jestliže {\displaystyle s-t=s'-t'=0}, pak:{\displaystyle {\sqrt {(x_{1}-y_{1})^{2}+(x_{2}-y_{2})^{2}+(x_{3}-y_{3})^{2}}}={\sqrt {(x'_{1}-y'_{1})^{2}+(x'_{2}-y'_{2})^{2}+(x'_{3}-y'_{3})^{2}}}}.
Fyzikální teorie daná klasickou mechanikou a Newtonovou gravitační teorií je v souladu s Galileiho principem relativity, ale nikoliv už se speciální teorií relativity.
Obráceně, Maxwellovy rovnice nejsou v souladu s Galileiho principem relativity, pokud nepředpokládáme existenci fyzikálního etheru. V překvapivém množství případů lze odvodit fyzikální zákony ve speciální teorii relativity (jako například známou rovnici E = mc²) kombinací jejích postulátů s hypotézou, že fyzikální zákony ve speciální teorii relativity v nerelativistické limitě jednoduše přejdou v zákony klasické mechaniky.

## Postavení speciální teorie relativity
Speciální teorie relativity je přesná, jen pokud jsou gravitační vlivy zanedbatelné nebo velmi slabé, jinak musí být nahrazena obecnou teorií relativity. Na velmi malých rozměrech, takových jako je Planckova délka a menších, speciální teorie relativity pravděpodobně také selhává následkem efektů kvantové gravitace. Naproti tomu při makroskopických rozměrech a při absenci silných gravitačních polí je speciální teorie relativity v současné době obecně přijímána celou fyzikální veřejností a výsledky pokusů, které se ji zdají vyvracet, jsou připisovány nereprodukovatelným experimentálním chybám.
Poněvadž je věcí svobodné vůle, jak ve fyzice definovat jednotky délky a času, je možné učinit jeden z postulátů relativity tautologickým důsledkem těchto definic, není však možné dosáhnout toho pro oba postuláty zároveň, protože z jejich kombinace plynou důsledky nezávislé na výběru definice délky a času. Například, pokud definujeme jednotky délky a času pomocí vlastností fyzikálních objektů (třeba jednotku času podle elektromagnetické oscilace atomu cesia a délku podle vlnové délky emisí atomu kryptonu), stane se tautologickým zákon určující, že jednotky délky a času jsou stejné ve všech vztažných soustavách, ale pak neměnnost c není triviální. Na druhou stranu, pokud definujeme délku a čas způsobem, kdy předpokládáme, že c je konstanta, stává se druhý postulát tautologickým, ale první takový už není; například, pokud je délka určena pomocí jednotky času a předpokládané fixní hodnoty c, pak zde neexistuje a priori důvod, proč by měl počet vlnových délek kryptonu v jednotce délky být stejný ve všech vztažných soustavách (ba dokonce nemusí být stejný ani ve všech směrech).

## Důsledky speciální teorie relativity
Speciální teorie relativity má některé důsledky, jež řada lidí pokládá za bizarní. Mezi ně patří:
- Doba mezi dvěma událostmi naměřená dvěma pozorovateli není stejná, ale závisí na relativních rychlostech mezi jejich vztažnými soustavami (viz Lorentzovy transformace).
- Dvě současné události na dvou různých místech v jedné vztažné soustavě nemusí být současnými v druhé vztažné soustavě (tzv. relativita současnosti nesoumístných událostí).
- Délka objektu změřená jedním pozorovatelem se může lišit od výsledků měření téhož objektu jinými pozorovateli (viz Lorentzovy transformace).
- Paradox dvojčat se týká dvojčat, z nichž jedno letí pryč kosmickou lodí rychlostí blízkou rychlosti světla. Když se vrátí, zjistí, že druhé dvojče, které zůstalo na Zemi, stárlo mnohem rychleji než ono samo (nebo že první dvojče stárlo pomaleji).

## Hmotnost, hybnost a energie
Kromě zrevidování představ o prostoru a čase vyžaduje speciální teorie relativity také nový pohled na koncept hmoty, hybnosti a energie, které jsou důležitými pojmy Newtonovy mechaniky. (Nutnost změny „zákonů zachování“ při změně grupy transformací a tím i symetrií je důsledkem hlubšího teorému Emmy Noetherové.)
Podobně spojila teorie relativity i čas a prostor. Ukazuje se, že jsou to dvě strany jedné mince zvané časoprostor.
Existuje několik rovnocenných cest jak definovat hybnost a energii v STR. Jedna z metod používá zákony zachování. Aby tyto zákony zůstaly platné v STR, musí platit v každé možné inerciální vztažné soustavě. Pokud bychom si však udělali jednoduchý myšlenkový experiment s Newtonovými definicemi hybnosti a energie, zjistíme, že se tyto veličiny v STR nejsou zachovávány. Jedinou možnou záchranou je udělat malé změny v definicích, které se uplatní jen při relativistických rychlostech. Následující nové definice byly přijaty jako správné pro hybnost a energii v STR:
Mějme objekt o hmotnosti m pohybující se rychlostí v. Jeho energie a hybnost jsou dány vztahy
{\displaystyle E=\gamma mc^{2}\,}
{\displaystyle p=\gamma mv\,}
kde γ (Lorentzův faktor) je dáno vztahem
{\displaystyle \gamma ={\frac {1}{\sqrt {1-v^{2}/c^{2}}}}}
a c je rychlost světla. Výraz γ, který se v STR často vyskytuje, pochází z rovnic Lorentzovy transformace. (Dá se říci, že jeho hodnota zhruba popisuje, jak moc se chování tělesa liší od klasické mechaniky. Pro γ = 1 se těleso chová zcela Newtonovsky, pro γ → ∞ se zvýrazňují relativistické jevy.) Vztah energie a hybnosti vyjadřuje vzorec
{\displaystyle E^{2}-(pc)^{2}=(mc^{2})^{2}\,}.
Pro rychlosti mnohem menší než rychlost světla se γ aproximuje
užitím Taylorova rozvoje a lze nahlédnout, že
{\displaystyle E\approx mc^{2}+{\begin{matrix}{\frac {1}{2}}\end{matrix}}mv^{2}\,}
{\displaystyle p\approx mv\,}
Kromě prvního výrazu ve vyjádření energie (diskutováno dále) jsou tyto vzorce přesně v souladu se standardními definicemi newtonovské kinetické energie a hybnosti, což byl požadovaný výsledek.
Pokud pohlédneme na předchozí vzorce pro energii, jeden z nich vypadá, že pokud je objekt v klidu (v = 0 a γ = 1), dostaneme nenulový zbytek:
{\displaystyle E=mc^{2}\,}
Tato energie je nazývaná klidová energie. Klidová energie není v rozporu s Newtonovou teorií, protože je konstantní a protože v původní rovnici jsou důležité pouze přeměny kinetické energie.
Pokud vezmeme vzorec tak, jak je napsaný, vidíme že v teorii relativity platí, že hmotnost je pouze další formou energie. Tento vzorec se stává důležitým například když pracujeme s množstvím různých atomových jader jednoho prvku. Změřením rozdílů lze předpovídat, která jádra ukrývají velkou vnitřní energii, jež může být uvolněna jadernými reakcemi, což poskytlo informace důležité pro konstrukci atomové bomby (správněji: jaderné bomby). Důsledky tohoto vzorce pro historii 20. století z něj učinily jednu z nejznámějších vědeckých rovnic.

### O hmotnosti
Často se uvádí, že dle speciální teorie relativity hmotnost tělesa vzrůstá se zvyšující se rychlostí. Na druhou stranu se toto tvrzení opírá o jednu definici hmotnosti a v STR existují dvě různé představy hmotnosti. Předchozí rovnice užívá tzv. klidovou hmotnost. Tato hmotnost je neměnnou veličinou ve smyslu, že je stejná pro všechny inerciální pozorovatele. Především, klidová hmotnost se nezvyšuje s rychlostí tělesa.
Jinou definicí hmotnosti je relativistická hmotnost, která je dána vztahem
{\displaystyle M=\gamma m\,}
Jelikož γ roste s rychlostí, relativistická hmotnost roste rovněž. Tato definice je vhodná pro více účelů. Především lze snadno napsat rovnice pro energii a hybnost jako
{\displaystyle E=Mc^{2}\,}
{\displaystyle p=Mv\,}
které jsou platné ve všech vztažných soustavách. Pokud je rychlost rovna nule, relativistická a klidová hmotnost jsou si rovny.
Nedá se říci, že tato definice je správná nebo špatná, je to jen záležitost pohodlnějších výpočtů. Nicméně mnoho fyziků nemá rádo koncept relativistické hmotnosti, protože nejde o skalár. Jinými slovy, relativistická hmotnost podél jedné osy nemusí být totožná s relativistickou hmotností podél jiné osy. Naproti tomu klidová hmotnost se stala důležitou veličinou v obecné teorii relativity a v kvantové teorii pole. Mnoho fyziků proto jednoduše mluví o hmotnosti ačkoliv mají na mysli klidovou hmotnost.
Podobně jako u délky a času hledal Einstein veličinu invariantní vůči pozorovateli. Hybnost v prostoročase je z pohledu všech pozorovatelů {\displaystyle mc}. V Minkowského hyperbolické geometrii se výraz pro hybnost rozkládá na {\displaystyle (mc)^{2}=(\gamma mc)^{2}-(\gamma mv)^{2}}
Výraz {\displaystyle \gamma mv} odpovídá relativistické hybnosti v prostoru. Platí pro ni zákon zachování hybnosti. Výraz {\displaystyle \gamma mc} je hybnost v čase a zachovává se podobně jako výraz {\displaystyle \gamma mc^{2}}, což je jen hybnost vynásobená konstantou. Einstein dokázal, že tento výraz odpovídá energii tělesa. Pro nehybné těleso je energie {\displaystyle E=mc^{2}}
Uvažujme nyní těleso s nulovou klidovou hmotností (fotony například). Výraz pro hybnost a energii, která pro světlo zjevně není nenulová, dává při rychlosti c neurčitý výraz 0*∞.Z toho vyplývá zajímavé zjištění. Má-li mít částice s nulovou hmotností energii (a hybnost) musí se pohybovat rychlostí c. {\displaystyle c} tedy není definována jako rychlost světla ale jako maximální rychlost ve vesmíru a rychlost pohybu nehmotných částic. Světlo se touto rychlostí pohybuje jen náhodou právě protože klidová hmotnost fotonu je 0.

## Současnost a kauzalita
Speciální teorie relativity připouští, že události, které jsou současné v jedné vztažné soustavě nemusí být současné v jiné vztažné soustavě.

Světelný kužel

Interval AB na diagramu vpravo je časový. Tj. máme zde soustavu souřadnic, ve které událost A a událost B nastávají na stejném místě v prostoru a liší se pouze v čase. Pokud A předchází B v této soustavě souřadnic, pak A předchází B ve všech soustavách souřadnic. Hypoteticky je možné přemísťování hmoty (nebo informace) z A do B a může zde nastávat příčinný vztah (kde A je příčina a B je následek).
Interval AC na diagramu je prostorový. Tj. máme zde soustavu souřadnic, ve které jsou událost A a událost C současné, oddělené pouze prostorem. Leč existují zde soustavy souřadnic, ve kterých A předchází C (jak je ukázáno) a soustavy souřadnic, kde C předchází A. Vyjma cestování nadsvětelnou rychlostí není možné pro žádné hmotné těleso (ani informaci) cestovat z A do C nebo z C do A. Nemůže zde existovat žádná příčinná souvislost mezi A a C
Pohyb prostorem bez pohybu časem není dle Einsteina možný, neboť by mohl narušit kauzalitu. Podle této podmínky je maximální rychlost neporušující pravidla kauzality rychlost c a takové události se nacházejí na plášti světelného kužele.

## Geometrie prostoročasu ve speciální teorii relativity
STR užívá 'rovinný' 4rozměrný Minkowského prostor, obvykle označovaný jako prostoročas. Tento prostor je však velmi podobný standardnímu 3rozměrnému Euklidovskému prostoru a díky tomu se s ním velmi jednoduše pracuje.
Diferenciál vzdálenosti (ds) v kartézském 3prostoru je definován jako:
{\displaystyle {\mathrm {d} }s^{2}={\mathrm {d} }x_{1}^{2}+{\mathrm {d} }x_{2}^{2}+{\mathrm {d} }x_{3}^{2}}
kde {\displaystyle ({\mathrm {d} }x_{1},{\mathrm {d} }x_{2},{\mathrm {d} }x_{3})} jsou diferenciály tří prostorových dimenzí. V geometrii speciální teorie relativity je přidána čtvrtá dimenze, čas, s jednotkou c, takže rovnice pro diferenciál vzdálenosti se mění na:
{\displaystyle {\mathrm {d} }s^{2}={\mathrm {d} }x_{1}^{2}+{\mathrm {d} }x_{2}^{2}+{\mathrm {d} }x_{3}^{2}-c^{2}{\mathrm {d} }t^{2}}
V mnoha situacích může být užitečné uvažovat čas jako imaginární (například to může zjednodušit rovnice). V tom případě je {\displaystyle t} v předchozí rovnici nahrazeno {\displaystyle i.t'} a metrika se mění na
{\displaystyle {\mathrm {d} }s^{2}={\mathrm {d} }x_{1}^{2}+{\mathrm {d} }x_{2}^{2}+{\mathrm {d} }x_{3}^{2}+c^{2}({\mathrm {d} }t')^{2}}
Pokud pro zjednodušení zmenšíme počet prostorových dimenzí na 2, můžeme reprezentovat fyzikální svět 3rozměrným prostorem,
{\displaystyle {\mathrm {d} }s^{2}={\mathrm {d} }x_{1}^{2}+{\mathrm {d} }x_{2}^{2}-c^{2}{\mathrm {d} }t^{2}}
Lze nahlédnout, že nulové (světelné) geodetiky leží podél pláště dvojkuželu:
a jsou definovány rovnicí
{\displaystyle {\mathrm {d} }s^{2}=0={\mathrm {d} }x_{1}^{2}+{\mathrm {d} }x_{2}^{2}-c^{2}{\mathrm {d} }t^{2}}
nebo
{\displaystyle {\mathrm {d} }x_{1}^{2}+{\mathrm {d} }x_{2}^{2}=c^{2}{\mathrm {d} }t^{2}}
což dává rovnici kružnice o poloměru r = c · dt.
Pokud předchozí rozšíříme do tří prostorových dimenzí, koncové body nulových geodetik budou soustřednými kulovými plochami, kde poloměr = vzdálenost = c · ±čas.
{\displaystyle {\mathrm {d} }s^{2}=0={\mathrm {d} }x_{1}^{2}+{\mathrm {d} }x_{2}^{2}+{\mathrm {d} }x_{3}^{2}-c^{2}{\mathrm {d} }t^{2}}
{\displaystyle {\mathrm {d} }x_{1}^{2}+{\mathrm {d} }x_{2}^{2}+{\mathrm {d} }x_{3}^{2}=c^{2}{\mathrm {d} }t^{2}}
nebo
{\displaystyle {\mathrm {d} }s^{2}=\sum _{\mu ,\nu }g_{\mu \nu }dx^{\mu }dx^{\nu }}
{\displaystyle (\mu ,\nu ={0,1,2,3},x^{\mu }=\{x^{0}=ct,x^{1},x^{2},x^{3}\})}.
Tento plášť dvojkužele reprezentuje „linie pohledu“ z bodu v prostoru. Tedy, když se díváme na hvězdy a řekneme „Světlo této hvězdy, které mi právě dopadá do oka, je 10 let staré.“, pak se právě díváme podél linie pohledu, podél nulové geodetiky. Díváme se na událost vzdálenou v naší soustavě {\displaystyle d={\sqrt {x_{1}^{2}+x_{2}^{2}+x_{3}^{2}}}} metrů a d/c sekund v minulosti. Plášť světelného kužele se většinou nazývá prostě 'světelný kužel'. (Bod v levém dolním rohu obrázku dole znázorňuje hvězdu, počátek soustavy souřadnic znázorňuje pozorovatele a čára ke hvězdě znázorňuje nulovou geodetiku „linie pohledu“.)
Kužel v oblasti −t jsou informace, které bod „přijímá“, zatímco kužel v oblasti +t jsou informace, které bod „vysílá“.

## Tenzorový zápis speciální teorie relativity
Jelikož mnoho veličin známých z klasické fyziky má v relativitě na pozorovateli závislý charakter, je snaha formulovat zákony speciální relativity pomocí na pozorovateli nezávislého tenzorového zápisu a fyzikálně měřitelné veličiny vyjadřovat jako tenzory. Zcela zásadní roli má přitom metrický tenzor, který v STR značíme
{\displaystyle g_{\mu \nu }=\eta _{\mu \nu }=\eta ^{\mu \nu }=\,{\begin{pmatrix}-1&0&0&0\\0&1&0&0\\0&0&1&0\\0&0&0&1\end{pmatrix}},}
a který má stejnou hodnotu pro všechny inerciální vztažné soustavy. V relativitě se k zjednodušení zápisu používá Einsteinovo sumační pravidlo, tedy sčítání přes všechny stejné indexy s opačnou polohou v každém členu.
Lze ukázat, že v rovném prostoročasu derivováním souřadnic, nebo tenzorové veličiny podle parametru vzniká tenzorová veličina (tedy taková, v jakých chceme teorii formulovat, aby byla invariantní vůči změně vztažné soustavy), proto se zavádí pro popis pohybu hmotného bodu tzv. čtyřrychlost a čtyřzrychlení:
{\displaystyle U^{\nu }\equiv \,{{\mathrm {d} x^{\nu }} \over {\mathrm {d} \tau }}=\gamma (U^{0}=c,U^{1}=v^{1},U^{2}=v^{2},U^{3}=v^{3})}
Ekvivalentem klasické hybnosti a síly jsou v STR tzv. čtyřhybnost a čtyřsíla, které zavádíme vztahy:
{\displaystyle P^{\nu }\equiv m_{0}U^{\nu }=P^{0}=(Ec^{-1},p^{1},p^{2},p^{3}),}
{\displaystyle {{\mathrm {d} P^{\nu }} \over {\mathrm {d} \tau }}=F^{\nu }}
(opět je vidět, že všechny tyto veličiny mají tenzorový charakter, neboť vznikly derivováním tenzorových veličin podle parametru, nebo násobením tenzorových veličin skalárem).
{\displaystyle f_{i}} značí složky klasické hybnosti, {\displaystyle u_{i}} složky klasické rychlosti, E = mc² je celková energie tělesa.
Při popisu elektromagnetismu pak používáme jednak čtyřproud
{\displaystyle J^{\nu }\equiv \,\rho _{0}U^{\nu },}
kde {\displaystyle \rho _{0}} je klidová hustota náboje,
Bývá rovněž výhodné zobecnit relativisticky i vektorový a skalární potenciál na tzv. čtyřpotenciál:
{\displaystyle {A^{\mu }}\equiv (A^{0}={{\varphi } \over {c}},{\vec {A}}),}
tenzor intenzity elektromagnetického pole definovaný jako:
{\displaystyle F_{\mu \nu }=\partial _{\mu }A_{\nu }-\partial _{\nu }A_{\mu }\equiv {\begin{pmatrix}0&-E_{x}/c&-E_{y}/c&-E_{z}/c\\E_{x}/c&0&B_{z}&-B_{y}\\E_{y}/c&-B_{z}&0&B_{x}\\E_{z}/c&B_{y}&-B_{x}&0\end{pmatrix}}}

Po zavedení těchto veličin můžeme elektromagnetismus zapsat v tomto elegantním tvaru:
| {\displaystyle {F^{\mu \nu }}_{,\nu }=\,\mu _{0}J^{\mu },}                                                 | (První série Maxwellových rovnic.) |
| {\displaystyle F_{[\mu \nu ,\kappa ]}=F_{\mu \nu ,\kappa }+F_{\nu \kappa ,\mu }+F_{\kappa ,\mu \nu }=\,0.} | (Druhá série Maxwellových rovnic.) |
Zachování náboje je zajištěno rovnicí kontinuity
{\displaystyle {J^{\mu }}_{,\mu }=0.}
Ekvivalent Lorentzovy síly je Lorentzova čtyřsíla daná vztahem:
{\displaystyle F_{L}^{\mu }=qF^{\mu \nu }U_{\nu }.}

## Experimentální ověřování
Vlastnímu ověřování postulátů a důsledků speciální teorie relativity předcházelo testování teorií, které se snažily vysvětlit rozpor mezi transformačním chováním mechanických a elektromagnetických zákonů. Zpravidla byly založeny na různých variantách teorie éteru. Negativní výsledky bylo v některých případech možno interpretovat i jako nepřímá potvrzení speciální teorie relativity. K jejímu přímému potvrzení bylo navrženo a provedeno mnoho dalších pokusů.

### Experimenty testující důsledky alternativních teorií éteru
- Michelsonův–Morleyův experiment – testování Lorentzovy hypotézy kontrakce délky pohybem v éteru
- Hammarův experiment – testování hypotézy strhávání éteru
- Troutonův-Nobleův experiment – stáčení roviny kondenzátoru při pohybu v éteru

### Experimenty testující postuláty či důsledky speciální teorie relativity
- Michelsonův-Morleyho experiment – ač určen k testu jiné teorie, je také základním testem prokazujícím nezávislost rychlosti světla na pohybu vztažné soustavy
- Kennedyho-Thorndikův experiment – modifikace Michelsonův-Morleyho experiment
- Ivesův-Stilwellův experiment – první přímé potvrzení dilatace času

## Příbuzná témata
Lidé: Albert Einstein | Hendrik Lorentz | Hermann Minkowski | Bernhard Riemann | Henri Poincaré
Relativita: Einsteinův princip relativity | Galileiho princip relativity | obecná teorie relativity | soustava souřadnic | inerciální vztažná soustava | Lorentzovy transformace
Fyzika: Newtonovská mechanika | prostoročas | rychlost světla
Matematika: Minkowského prostor | světočára | světelný kužel | geometrie | tenzor